# 里福姆 (密西西比州)
里福姆（英語：Reform）是位於美國密西西比州喬克托縣的非建制地區。

## 歷史
里福姆的郵局自1888年營運至今。

## 地理
里福姆所處的海拔為高於海平面130米（即427英呎），而該地所採用的時區為UTC-6，即北美中部時區（CST）。同時該地設有夏令時間，為UTC-6調快一小時，即UTC-5（CDT）。